# 中国驻尼日尔大使馆
中华人民共和国驻尼日尔共和国大使馆，简称中国驻尼日尔大使馆，是中华人民共和国驻尼日尔的外交代表机构。